# Teorie zahálčivé třídy
Teorie zahálčivé třídy je sociologická teorie amerického sociologa a ekonoma Thorsteina Veblena, kterou formuloval v roce 1898 ve stejnojmenné knize (ang. The Theory of the Leisure Class).
Podle Veblena se vyšší (vládnoucí) třídy společností věnují tzv. okázalé zahálce, čímž odlišují své postavení od jiných tříd.
Život bez práce je dle nich nejlepším a nejskutečnějším svědectvím bohatství, a tím i vznešenosti. Vládnoucí třídy se tak stávají třídami zahálčivými. Pojmem zahálka (leisure) Veblen označuje neproduktivní využití času.
V novodobé anonymní společnosti pak nabírá okázalá zahálka podoby okázalé spotřeby. Oba typy tohoto vnějšího odlišení jsou ovšem založeny na plýtvání materiálními hodnotami.
Chování zahálčivé třídy je tak v příkrém rozporu s projevy tzv. instinktu práce, který je podle Veblena vrozen a vede člověka k pozitivnímu postoji k produkci, k užitečné práci a ke všemu, co mu skutečně slouží.
Autor se domnívá, že v novodobém mírovém stádiu tvořivosti je další existence zahálčivé třídy škodlivá, ale že zároveň svým příkladem rozhoduje v zásadních rysech o tom, jaký životní styl bude celou společností uznán za odpovídající a vhodný.
Veblen byl v tomto směru jedním z prvních, kdo upozornil – řečeno dnešní terminologií – na příznaky konzumního způsobu života a předběhl tak téměř o půl století pozdější analytiky volného času.

## Vývoj zahálčivé třídy
Zahálčivá třída se začíná krystalizovat se vznikem soukromého vlastnictví. Největším zdrojem úctyhodnosti přestává být hrdinství a stává se jím bohatství. Nejlepší podmínky pro rozkvět zahálčivé třídy nabízely podle Veblena tzv. vyšší barbarské kultury (např. feudální Evropa), kde byly jasně vymezeny společenské třídy. Zatímco nižší třídy se věnovaly produktivní činnosti, vyšší (zahálčivá třída) byla naprosto zproštěna všem výrobním činnostem a věnovala se pouze tomu, co bylo považováno za úctyhodné, a sice vládnutí, válčení, bohoslužbě a sportu. „Fyzická práce, výroba, vše, co má nějakou přímou spojitost s obstaráváním každodenních životních potřeb, je výlučně doménou nižší třídy,“ píše Veblen.
Zárodky zahálčivé třídy je možno vidět už v dřívějších dobách u nižších forem barbarských společností. Jedná se o doby, kdy se ještě žilo v tlupách či kmenech. Hospodářská aktivita se tu jasně diferencuje na mužské a ženské činnost, přičemž ženy ztělesňují produktivní třídy, zatímco muži zahálčivou třídu, protože ženy vykonávají práce, ze kterých vzniknou později výlučně produktivní činnosti. Přitom, jak tvrdí autor, mezi muži a ženami primitivních skupin nemusely být zase tak velké rozdíly v tělesné konstituci, fyzické síle a temperamentu, ale „jakmile začala probíhat diferenciace funkcí obou pohlaví, začaly se původní rozdíly prohlubovat.“ 
V současné moderní době se společenství bez zahálčivé třídy hledá jen těžko. Příkladem takové společnosti jsou Todové z nigerijské pahorkatiny nebo kmeny v Andamanském souostroví. Jedná se o mírumilovné usedlé skupiny, kde soukromé vlastnictví nehraje dominantní roli. Jejich znakem je určitá „dobrodušná bezradnost při setkání s podvodem a násilím.“

## Okázalá zahálka a okázalá spotřeba
Slovo zahálka neoznačuje, jak by se mohlo zdát, nečinnost, ale pouze neproduktivní činnost. Zahálčivá třída považuje práci za ponižující a uchyluje se k úctyhodnému pohrdání prací. Okázalé pohrdání prací se tak stává obecnou známkou majetkového úspěchu a ukazatelem prestiže. Typickým je odstup od všech užitečných zaměstnání. Stejně jako v dřívějších dobách, typickými činnostmi zahálčivé třídy jsou vládnutí, válčení, sport a náboženské obřady.
Trendem současné společnosti je zvyšování tzv. okázalé spotřeby na úkor okázalé zahálky. K tomu, aby si člověk udržel vážnost a úctu, nestačí bohatství pouze mít. Bohatství a moc je potřeba vystavit na odiv tak, aby vzbuzovalo úctu. Lidé jsou sobě mnohem vzdálenější než dříve a setkávají se během dne s velkým počtem cizích lidí, to vede k tomu, že se členové vyšších tříd svoji úctyhodnost a finanční možnosti snaží dát znát na první pohled. Na vesnicích jsou menší popudy k okázalé spotřebě, není to dáno povahou lidí, ale větší blízkostí lidí.
Jak v případě okázalé spotřeby, tak v případě okázalé zahálky ale dochází k tzv. okázalému plýtvání - v prvním případě časem, v druhém případě materiálními statky. Cílem okázalého plýtvání je majetková soutěž a rivalita.
Princip plýtvaní souvisí i směšováním krásy a nákladnosti. Nákladnost má podle Veblena vliv na vnímání užitečnosti předmětu – čím dražší, tím lepší. „Má-li cenný předmět oslovit náš smysl pro krásu, musí být krásný i nákladný zároveň," říká. Toto neplatí pouze pro zahálčivou třídy. Šaty zahálčivé třídy by také měly jasně dávat najevo, že jejich majitel se nezabývá žádnou manuální činností. „Za slušný nelze pokládat žádný oděv, který nese známky manuální práce,“ např. (pánské obleky nebo dámské klobouky).

## Pracovní instinkt
Proti principům okázalé zahálky a okázalé spotřeby působí podle Veblena tzv. pracovní instinkt, který je vlastní každému člověku, nehledě na to, zástupcem jaké třídy je. Vede k tomu, že produktivní úsilí se hodnotí kladně, plýtvání záporně. U zahálčivé třídy tento jasný rozpor mezi zahálkou a pracovním instinktem vede k předstírání dělání něčeho prospěšného – kvaziexperimenty, kvaziumění, zběhlost v módě, navštěvování různých kroužků, provozování sportů, vzniká také spousta zbytečných organizací a spolků.

## Konzervatismus zahálčivé třídy
Konzervatismus je natolik zjevným rysem bohaté třídy, že začal být považován za znak úctyhodnosti. Má svá pro i proti. Na jednu stranu zahálčivá třída stojí v cestě inovacím a rozvoji společenské struktury, ale na stranu druhou její tlumící efekt může být i pozitivní (např. při eliminaci různých společenských extremismů). „Fungování této instituce zpomaluje produktivní výkonnost společnosti a zpomaluje adaptaci lidské přirozenosti na naléhavé požadavky moderního industriálního života,“ konstatuje Veblen.

## Kritika
C. Wright Mills (O Veblenovi): „Nejlepší kritik Ameriky, jakého kdy Amerika vytvořila”.
Americký businessman Warren Buffett: „Neproduktivní finanční aktivity jako třeba day-trading (skupování a prodávání finančních nástrojů během jednoho dne) a burzovní arbitráž (současný nákup a prodej téhož zboží na různých burzách pro zisk) potvrzují Veblenovu teorii, protože jenom produkují kapitál, ale zároveň nevytvářejí nic užitečného, co by mělo prospěch pro lidi.“